# Emys
Genre
Synonymes
- Hydrone Rafinesque, 1814
- Lutremys Gray, 1844

Emys est un genre de tortues de la famille des Emydidae.

## Distribution
Les espèces de ce genre se rencontrent en Europe et en Amérique du Nord.

## Liste des espèces
Selon TFTSG (9 juin 2011) et Catalogue of Life (10 février 2025) :
- Emys orbicularis (Linnaeus, 1758)
- Emys trinacris Fritz, Fattizzo, Guicking, Tripepi, Pennisi, Lenk, Joger & Wink, 2005

## Taxonomie
La synonymie de Emys avec Emydoidea n'est pas reconnue par tous.

## Publication originale
- Duméril, 1805 : Zoologie analytique, ou méthode naturelle de classification des animaux, rendue plus facile à l'aide de tableaux synoptiques. Paris, p. 1-344 (texte intégral).